# Nanobiotechnologie

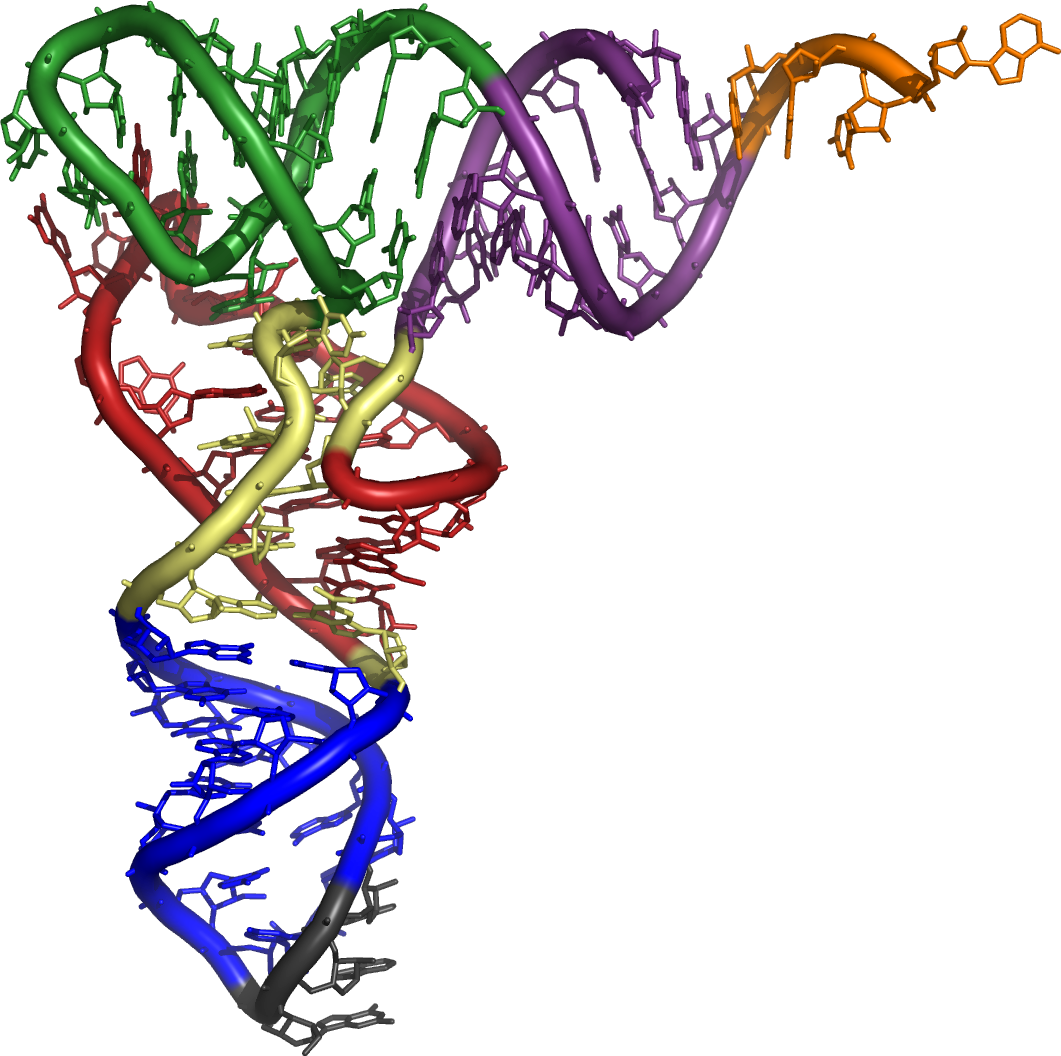
image en 3 dimension d'une molécule d'ARN (issus de la transcription de l'ADN par une enzyme)

Les nanobiotechnologies sont l'application des nanotechnologies à la biologie et aux sciences de la vie.

## Cadre général
Pour un article plus général, voir Nanotechnologie.
Les nanobiotechnologies sont un sous-ensemble des nanotechnologies, dont elles partagent l'historique, les approches (bottom-down versus top-down) et les questions éthiques liées aux risques dans un contexte de grande incertitude.

## Domaines d'études et applications

### Puces à ADN
Une puce à ADN est un ensemble de molécules d'ADN fixées en rangées ordonnées sur une petite surface qui peut être du verre, du silicium ou du plastique. Cette biotechnologie récente permet d'analyser le niveau d'expression des gènes (transcrits) dans une cellule, un tissu, un organe, un organisme ou encore un mélange complexe, à un moment donné et dans un état donné par rapport à un échantillon de référence.
Le principe de la puce à ADN repose sur la propriété que possède l'ADN dénaturé (simple brin) de reformer spontanément sa double hélice lorsqu'il est en présence d'un brin complémentaire (réaction d'hybridation). Les quatre bases nucléiques de l'ADN (A, G, C, T) ont en effet la particularité de s'apparier deux à deux par des liaisons hydrogène (A = T et T = A ; G ≡ C et C ≡ G).
Les puces à ADN peuvent être utilisées pour mesurer/détecter les ARN qui seront ou pas traduits en protéines. Les scientifiques parlent d'analyse d'expression ou de profil d'expression. Puisqu'il est possible de fixer jusqu'à un million de sondes sur une biopuce, les puces à ADN constituent ainsi une approche massive et ont contribué à la révolution de la génomique, puisqu'elles permettent en une seule expérience d'avoir une estimation sur l'expression de plusieurs dizaines de milliers de gènes. Mais il existe également un grand nombre d'applications différentes qui font intervenir la technologie des puces à ADN (criblage de mutations, reséquençage, interactions ADN/protéine, écologie microbienne).

### Membranes biomimétiques
Cette famille regroupe les technologies s'appuyant sur les propriétés d'auto-association et d'organisation des macro-molécules constituant les membranes biologiques, à architecture protéo-lipidique. Ces propriétés d'auto-organisation sont utilisées pour créer des membranes in vitro. Il existe de nombreuses applications potentielles de ces membranes biomimétiques : encapsulation et délivrance de principes actifs, thérapie génique, nanoparticules lipidiques en imagerie médicale pour des fonctions de détection, reconstitution de protéines membranaires, nanovecteurs pour la délivrance de médicaments, nanocapteurs…